# Visurgis Heringsfischerei
Die „Visurgis“ Heringsfischerei AG war eine deutsche Fischfangreederei, die mit Loggern den Heringsfang mit Treibnetzen durchführte. Sie bestand von 1907 bis 1931 und wurde an Bremen-Vegesacker Fischerei-Gesellschaft verkauft. (Sie ist nicht zu verwechseln mit den Trampschiff-Reedereien Visurgis AG (Bremen) und Visurgis AG (Oldenburg).)

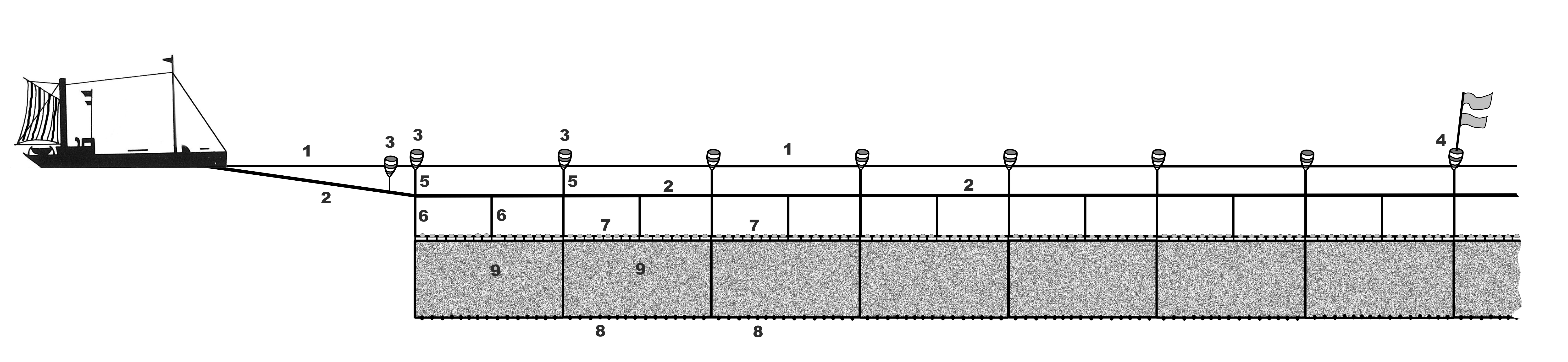
Seggellgger mit Treibnetz: 1: Wasseroberfläche 2: Fleetreep 3: Brails 4: Jonas (am Fleetende und nach jeweils einem Quartel entspr. ca. 15 Netzen) 5: Brailtau, 6 m 6: Zeisinge, 8 m 7: Sperreep mit Flotjes (Korken) und Staalen 8: Unterwant mit Bleien 9: Netz oder Want, 15x30 m

## Geschichte
Die Reederei wurde am 17. Oktober 1907 auf Initiative des Bremer Reeders Adolf Vinnen in Bremen mit einem Aktienkapital von 1 Mio. Mark gegründet, aber in Nordenham angesiedelt. Dort hatte Vinnen bereits erhebliche Investitionen getätigt und wirtschaftliche Interessen, insbesondere nach der von ihm betriebenen Gründung der „Midgard“ Deutsche Seeverkehrs-AG im November 1905, die am 1. März 1906 die vom Großherzogtum Oldenburg errichteten Hafenanlagen von Nordenham übernahm, verwaltete und ausbaute und eine Anzahl von größeren Fischdampfern bereederte. Bereits 1896 hatte Vinnen die Deutsche Dampffischereigesellschaft Nordsee gegründet und auf einem Gelände an der Weser angesiedelt, wo dann bis 1897 der Nordenhamer Fischereihafen entstand. Diesen zum Heimathafen einer weiteren großen Fischfangreederei zu machen, war für den Hafenbetreiber „Midgard“ natürlich vorteilhaft, und die „Midgard“ verpachtete der neuen Reederei daher das Gelände zwischen dem Nordende des Piers und der Einfahrt zum Fischereihafen. 1911 wurde die Brema Heringsfischerei Aktiengesellschaft als Tochter der Visurgis Heringsfischerei mit einem Kapital von 900000 Mark gegründet.

## Heringslogger
Die „Visurgis“ entwickelte sich ordentlich. Sie fing 1908 mit zwei Segelloggern und fünf Dampfloggern an und bestellte sofort bei J. Frerichs & Co. in Einswarden 14 neue stählerne Segel- und Dampflogger von 35 m Länge, 6,5 m Breite und 115 RT Bruttoraumgehalt. Die ersten fünf liefen bereits Ende 1908/Anfang 1909 vom Stapel. Im Jahre 1912 besaß die Gesellschaft neun Segel-, elf Dampf- und zwölf Motorlogger, die in diesem Jahr insgesamt 121 Fahrten unternahmen und dabei 35.112 Kantjes (1 Kantje = 94–100 kg) Heringe anlandeten. Die Dampf- und Motorlogger schafften durchschnittlich vier Fangreisen pro Saison, die Segellogger aufgrund ihrer langsameren Hin- und Rückfahrt nur drei.

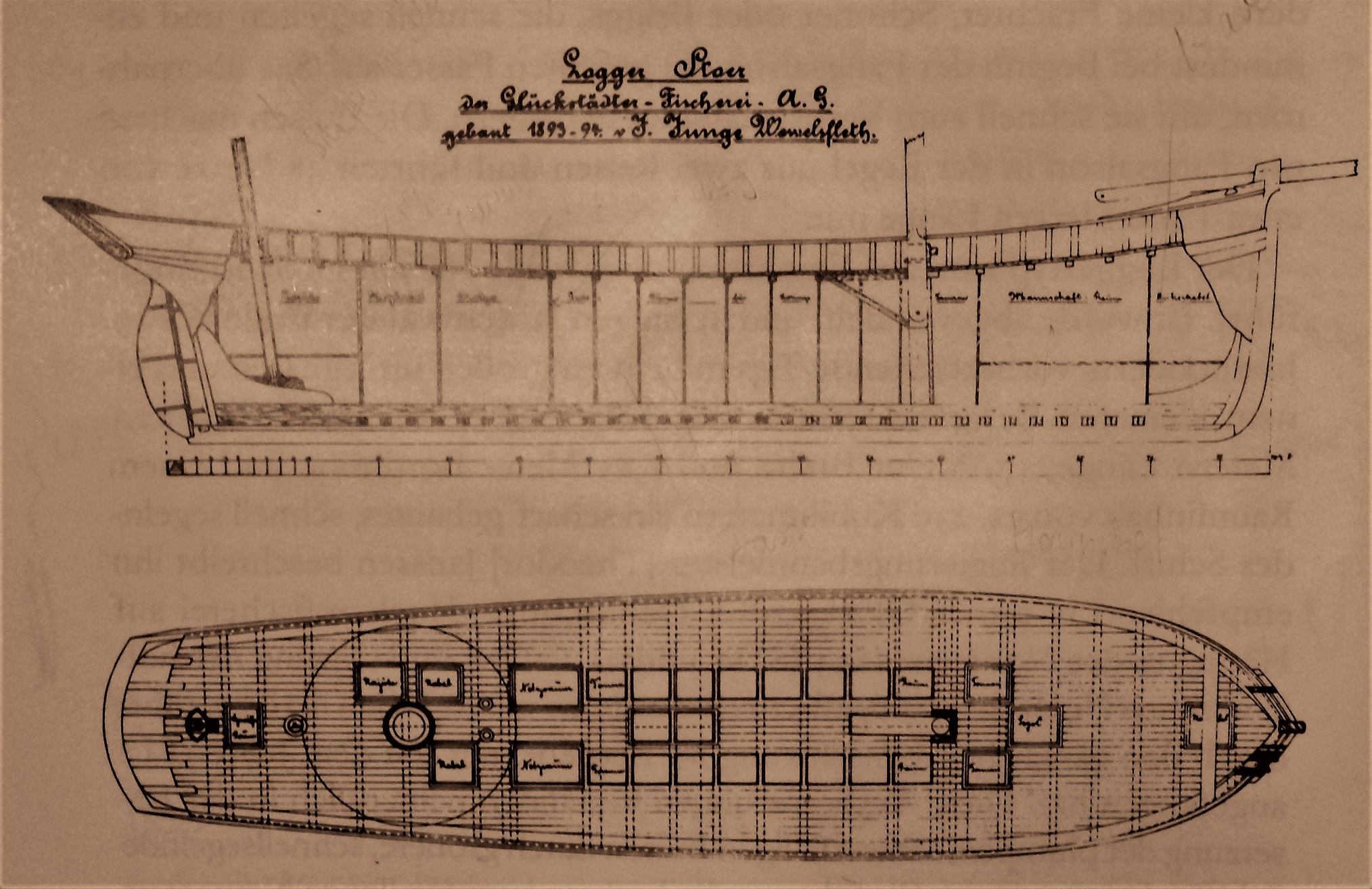
Typischer Segellogger der Junge Werft

## Erster Weltkrieg
Beim Ausbruch des Ersten Weltkriegs im August 1914 besaß die Reederei 33 Logger mit rund 500 Mann Besatzung, aber der Krieg brachte die Heringsfischerei vollständig zum Erliegen, und einige der modernen Dampf- und Motorlogger wurde während des Krieges von der Kaiserlichen Marine requiriert und als bewaffnete Hilfsschiffe (Vorposten- und Sicherungsboote) eingesetzt. Die Gesellschaft versuchte, zumindest ihre laufenden Kosten durch Vercharterung ihrer Dampflogger, Vermietung ihrer Lagerhallen und Verkauf von entbehrlichem Material zu decken, musste in ihren Bilanzen jedoch Verluste deklarieren.

## „Visurgis“ Heringsfischerei (1923)
Nach Kriegsende konnte die Heringsfischerei wegen der Minengefahr erst 1920 mit den wenigen verbliebenen Loggern wieder aufgenommen werden. Die Gesellschaft wurde 1923 zur „Visurgis“ Heringsfischerei GmbH umfirmiert. Im Jahre 1925 kaufte die „Midgard“ die „Visurgis“-Heringsfischerei, die zu diesem Zeitpunkt mit 17 Loggern in der Nordsee Heringsfang betrieb, dabei aber wegen niedriger Preise und daher meists unzureichender Verkaufserlöse kaum Gewinne erwirtschaften konnte. Im Juli 1928 erfolgte eine Umfirmierung der „Midgard“ in „Midgard, Deutsche Seeverkehrs- und Heringsfischerei AG“.

## Verkauf an Bremen-Vegesacker Fischerei-Gesellschaft
Da die Heringsfischerei jedoch weiterhin unrentabel blieb, wurde die „Visurgis“ im August 1931 an die inzwischen zum Interessenkreis der „Nordsee“ Deutsche Hochseefischerei Bremen-Cuxhaven AG gehörende Bremen-Vegesacker Fischerei-Gesellschaft verkauft, und die „Midgard“ wurde wieder in „Midgard Deutsche Seeverkehrs-AG“ umbenannt.